# Olasz Wikipédia
Az olasz Wikipédia a nemzetközi Wikipédia-projekt olasz nyelvű változata, egy szabadon szerkeszthető internetes enciklopédia, amelyet a Wikimédia Alapítvány üzemeltet. 2002 januárjában indult, és 2008 szeptemberében több mint 496 ezer szócikket tartalmazott.
Az olasz változat is használ automatikus robotprogramokat szócikkek létrehozására. Egy ilyen eszköz segítségével 8000 új cikk született 2005 augusztusában, és ezzel a nyolcadik legnagyobb nyelvi változattá vált, megelőzve a portugál és a spanyol Wikipédiát. Hasonló folyamat játszódott le egy hónappal később, amikor közel 35 000 cikk készült ilyen módon franciaországi településekről. 2008 szeptemberében a szócikkek számát tekintve a hetedik helyen állt.
2006 decemberében több mint 100 000 felhasználó szerkesztette az enciklopédiát, és az adminisztrátorok száma meghaladta a 90-et.
A projektnek jelentős gondja akadt a káros szerkesztések kezelésével és a gyakran évekig nem ellenőrzött, szerzői jogokat sértő tartalmakkal. A problémát kétféle intézkedéssel próbálják megoldani: az egyik az adminisztrátorok számának növelése, a másik egy új útmutató, amelyet az újonnan regisztrált felhasználók igénybe vehetnek.
Az olasz Wikipédia nem hozta létre a saját Wikitanácsát, és a legalább hat hónapig inaktív adminisztrátorok automatikusan elvesztik jogosultságaikat.

## Mérföldkövek
- 2001. május 11. - elindul az oldal
- 2013. január 22-én érték el az 1 000 000-s szócikkszámot.
- Jelenlegi szócikkek száma: 1 603 189 (2020. május 1.)

## Fordítás
- Ez a szócikk részben vagy egészben  az   Italian Wikipedia című angol Wikipédia-szócikk ezen változatának fordításán alapul.  Az eredeti cikk szerkesztőit annak laptörténete sorolja fel. Ez a jelzés csupán a megfogalmazás eredetét és a szerzői jogokat jelzi, nem szolgál a cikkben szereplő információk forrásmegjelöléseként.